# Unionismo peruano-boliviano

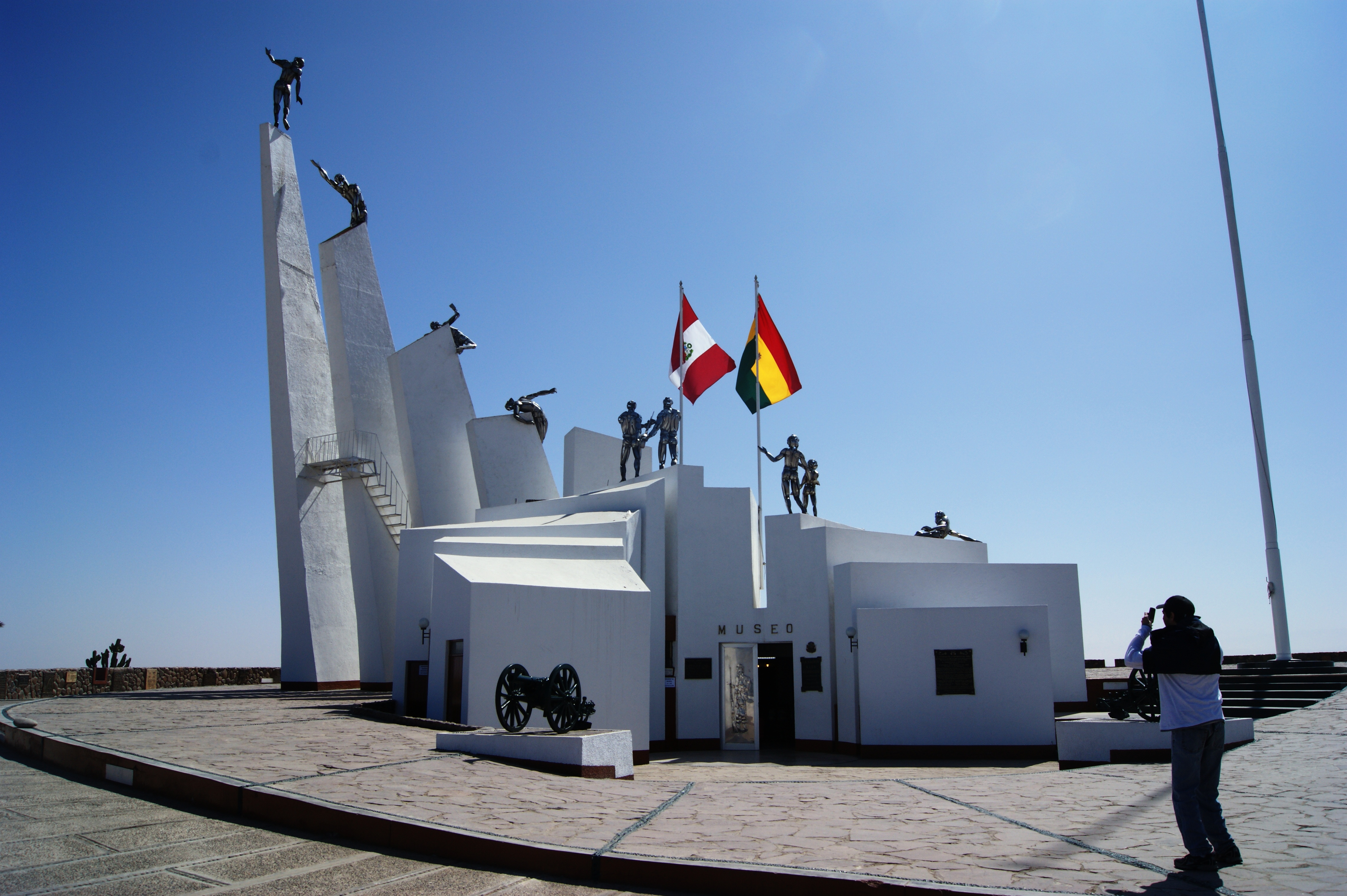
Monumento a los aliados peruano-bolivianos caídos en la batalla de Tacna de la Guerra del Pacífico, en el Complejo Monumental Alto de la Alianza. Esta guerra, junto a la Confederación Perú-Boliviana, es un símbolo clásico de los unionistas.

El unionismo peruano-boliviano o nacionalismo peruanoboliviano es una corriente inicialmente política y social y posteriormente económica surgida en el siglo XIX que promueve desde la integración de Perú y Bolivia en una relación mutua hasta la creación de un solo país entre ambos Estados.
Los argumentos utilizados suelen ser principalmente el origen cultural compartido entre ambas repúblicas provenientes de la época prehispánica andina y la época española y que la creación de Bolivia como un Estado soberano obedecía a intereses extranjeros durante las Guerras de independencia hispanoamericanas. Desde la historia los intentos más significativos de unión fueron la creación de la Confederación Perú-Boliviana (1836-1839) por parte del Mariscal Andrés de Santa Cruz, y el proyecto de los Estados Unidos Perú-Bolivianos (1880) por parte de Narciso Campero y Nicolás de Piérola que llegó a la etapa legislativa, pero nunca se llegó a concretar.
Otras corrientes políticas como el nacionalismo amerindio andino, el antichilenismo y el etnocacerismo incorporan la idea de unión con sus respectivas modificaciones ideológicas, incluso una sección moderada del irredentismo peruano apoya la idea. Los unionistas en la actualidad se encuentran en su mayoría en el espectro político de la centroizquierda e izquierda populista, siendo los entonces presidentes Ollanta Humala (Perú) y Evo Morales (Bolivia) las personificaciones del unionismo en el siglo XXI:

Yo sueño con la reunificación del Perú y Bolivia, sueño que en algún momento esa línea fronteriza desaparezca y volvamos a ser una misma nación, un solo país.
Extracto de un mensaje de Ollanta Humala a Evo Morales en 2011.

...hay que reconstruir la Confederación Perú-Boliviana.
Extracto de un mensaje de Evo Morales a Ollanta Humala en 2015.

También en 2019, en la suscripción de 49 compromisos en temas energéticos, de cooperación, seguridad, sociales, entre otros asuntos bilaterales sobre la Declaración de Ilo; Evo Morales volvió a tocar el tema de la Confederación: 

Qué lindo sería refrescar tiempos de Confederación Perú-Boliviana.
Extracto de un mensaje de Evo Morales a Martín Vizcarra en 2019.

## Contexto

### Unionismo properuano
El incipiente unionismo se encuentra por primera vez en el siglo XIX con las ideas de políticos de origen peruano como Francisco Xavier de Luna Pizarro, José María de Pando, Manuel Lorenzo de Vidaurre, Agustín Gamarra, Ramón Castilla, entre otros; siendo el objetivo principal «reunificar el bajo [Perú] y alto Perú [actual Bolivia]» en un solo país bajo el control de Lima. Este unionismo primario se asemejaba más a la corriente irredentista peruana enfocada en la recuperación de los territorios de los extintos Virreinato del Perú y Tahuantinsuyo.
El irredentismo peruano suele acusar a Simón Bolívar de ser el responsable de la separación de Perú y Bolivia en beneficio de la Gran Colombia para su proyecto de la Federación de los Andes.

### Unionismo igualitario

Perú y Bolivia bajo el régimen de la Confederación Perú-Boliviana entre 1836 y 1839.

El unionismo igualitario reconoce la existencia y trato de igual a igual entre Perú y Bolivia, el ejemplo más claro fue la Confederación Perú-Boliviana en 1836 y que desapareció con la intervención militar de Chile y Argentina en 1839. Perú y Bolivia formaron una alianza defensiva secreta en 1873 en contraposición de Chile, en 1880 durante los primeros años de la Guerra del Pacífico los gobiernos de Lima y La Paz planearon formar los Estados Unidos Perú-Bolivianos:

para afianzar la independencia y la inviolabilidad, paz interior y seguridad exterior de los Estados comprendidos, así como para promover su prosperidad (punto I). Los departamentos de cada una de las dos repúblicas se erigirían en Estados autónomos, con instituciones y leyes propias. Se juntarían Tacna y Oruro, y Potosí y Tarapacá (punto II); y las regiones del Chaco y del Beni y de la montaña peruana formarían distritos federales. Los Estados serían iguales en derechos y tendrían una ciudadanía común (punto V); habría un gobierno nacional conformado por los tres poderes clásicos; y la conducción de la política exterior de la Unión correspondería al Poder Ejecutivo Federal. El Presidente de la Unión sería elegido en votación directa por los ciudadanos de los Estados.

El proyecto de unión federal llegó a la etapa legislativa pero jamás se llegó a concretar.

### Antiunionismo
Las corriente contrarias al unionismo suelen tachar a la idea de tener «nula aprobación masiva para su duración» y contraria a los nacionalismos propios existentes tanto en Perú como en Bolivia. En el diario La Mula se escribió que si bien pueden existir amplia similitud étnica y cultural entre Perú y Bolivia eso no significa que se asegure una estabilidad social entre los ciudadanos de un hipotético Estado unificado.

### Herencia popular
La idea de la unión entre ambos países suele crear una especie de confraternidad irredentista militarista contra Chile por los territorios que los países altiplánicos perdieron en la Guerra del Pacífico.

## Historia

### Federación de Los Andes (1826)

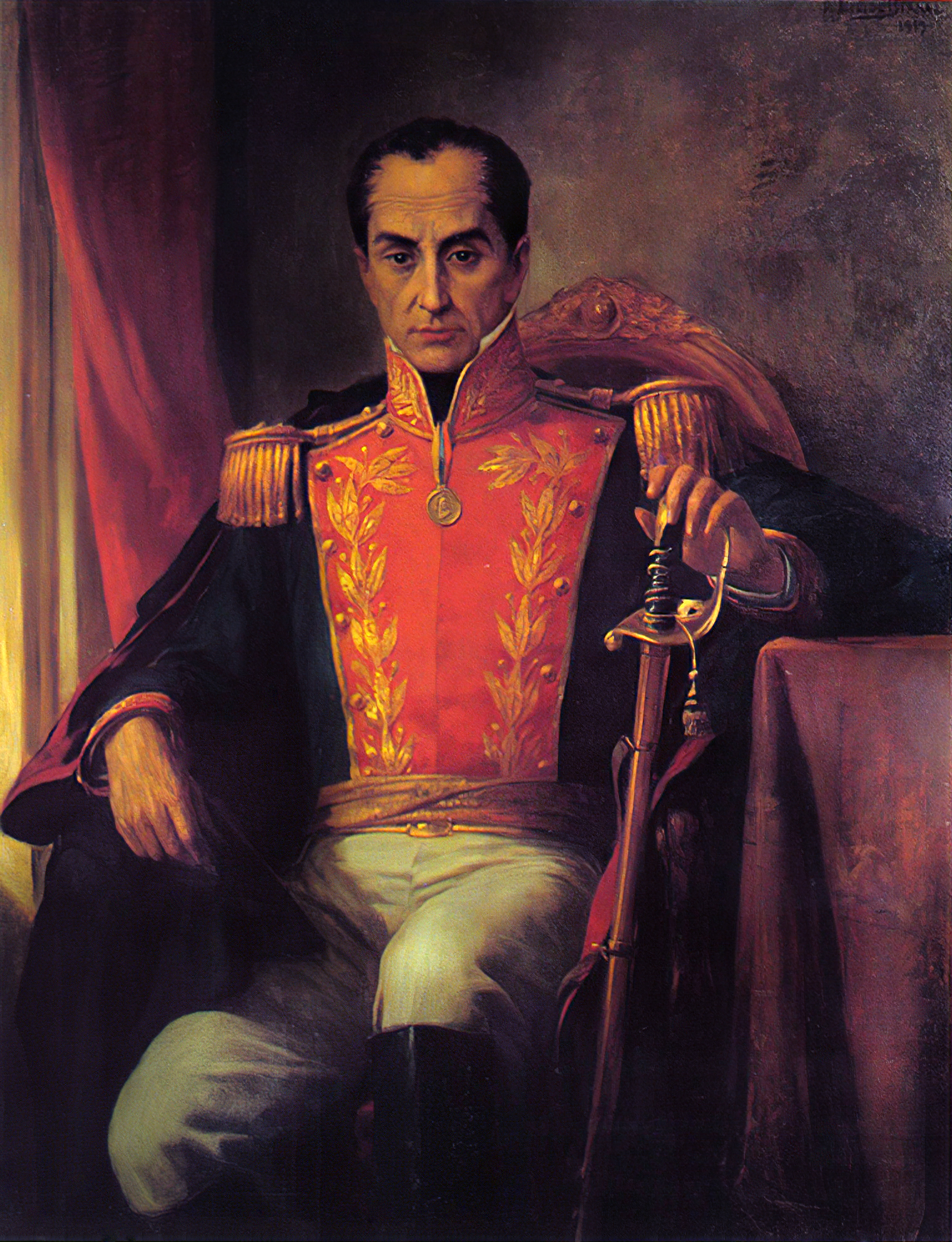
La Federación de Los Andes fue un proyecto de Simón Bolívar.

En septiembre de 1826 y ante su regreso a Colombia, Simón Bolívar quien era la Suprema Autoridad Politica y Militar del Perú, nombra al general Andrés de Santa Cruz, Presidente del Consejo de Gobierno del Perú. Santa Cruz había mostrado siempre su interés en una unión entre el Perú y Bolivia, según queda evidenciado en algunas misivas personales y oficiales. Por su parte, Bolívar compartía el mismo interés para conformar su anhelada República Federal de Los Andes; en ese sentido, nombró en junio de ese mismo año, a Ignacio Ortiz de Zevallos y Erazo como su representante diplomático en Bolivia, instruyéndolo para buscar la unificación de ambos Estados. El nuevo gobierno de Santa Cruz respaldó esta gestión, barajándose diferentes opciones, incluso la posibilidad de trasladar la capital hacia otro lugar, si Bolivia insistía en ello.
Fue así, que el 15 de noviembre de 1826, esto es, poco más de un año después de proclamada la independencia de Bolivia, esta república y el Perú suscribieron el Tratado de Federación, inspirado en la idea de Simón Bolívar de mantener la unidad del Alto y Bajo Perú, a efectos de que sirviera como base de la Federación de los Andes, en la que debía participar la Gran Colombia, en ese entonces conformada por Ecuador, Colombia, Panamá y Venezuela. 
Este acuerdo bilateral, celebrado por el lado peruano por el enviado don Ignacio Ortiz de Zevallos, formaba entonces la Federación Boliviana (artículo I), teniendo a Bolívar como Jefe Supremo vitalicio (artículo II). Las atribuciones del Jefe Supremo eran muy amplias, pues no solo comprendían el mando militar y administrativo así como la dirección de la política internacional, sino también el derecho de nombrar la persona que le deba suceder en la presidencia de la Federación, y pasar el nombramiento al Congreso para su aprobación‖ (art. X). Por último, la Federación tendría, además, un Congreso General que estaría compuesto por nueve diputados. 
El Congreso boliviano aprobó el tratado con la condición de que la Gran Colombia formara parte de la Federación. Mientras tanto, el Consejo del Gobierno Peruano rechazó el tratado ya que el propio Andrés de Santa Cruz consideraba que este acuerdo terminaría por subordinar el Perú a la Gran Colombia.
A inicios de 1827, Santa Cruz convocó a una Asamblea Constituyente destinada a promulgar una nueva constitución y escoger al sucesor de Bolívar, guardando la esperanza de que lo ratificaran en la Presidencia. Sin embargo, la Asamblea eligió a José de la Mar como Presidente del Perú, conscuentemente el gobierno de La Mar, significó el fin de la influencia bolivariana en el Perú. La elección de La Mar determinó también el surgimiento de un gobierno débil y de una era de caudillos en el Perú, sobre todo por el descontento de Santa Cruz, quien estratégicamente fue alejado, al ser nombrado como Ministro peruano en Chile. Sobre esto último, cabría señalar que los caudillos peruanos no solo se disputaban el poder sino que además compartían la ambición de unir al Perú y Bolivia y de ser ellos los líderes de esta unión, esfuerzos que se vieron interrumpidos y frustrados por las sucesivas intervenciones de Chile.

### Gobiernos de Gamarra y Santa Cruz (1829)
Tras el fallido intento de 1826, Perú y Bolivia insistieron en el objetivo de establecer una federación. Desde 1829, con Agustín Gamarra en la Presidencia del Perú y Andrés de Santa Cruz en la Presidencia de Bolivia, se emprendieron esfuerzos para llevar adelante una unión entre ambos países, aunque cada caudillo buscando el predominio de su propio país.

### Confederación Perú-Boliviana

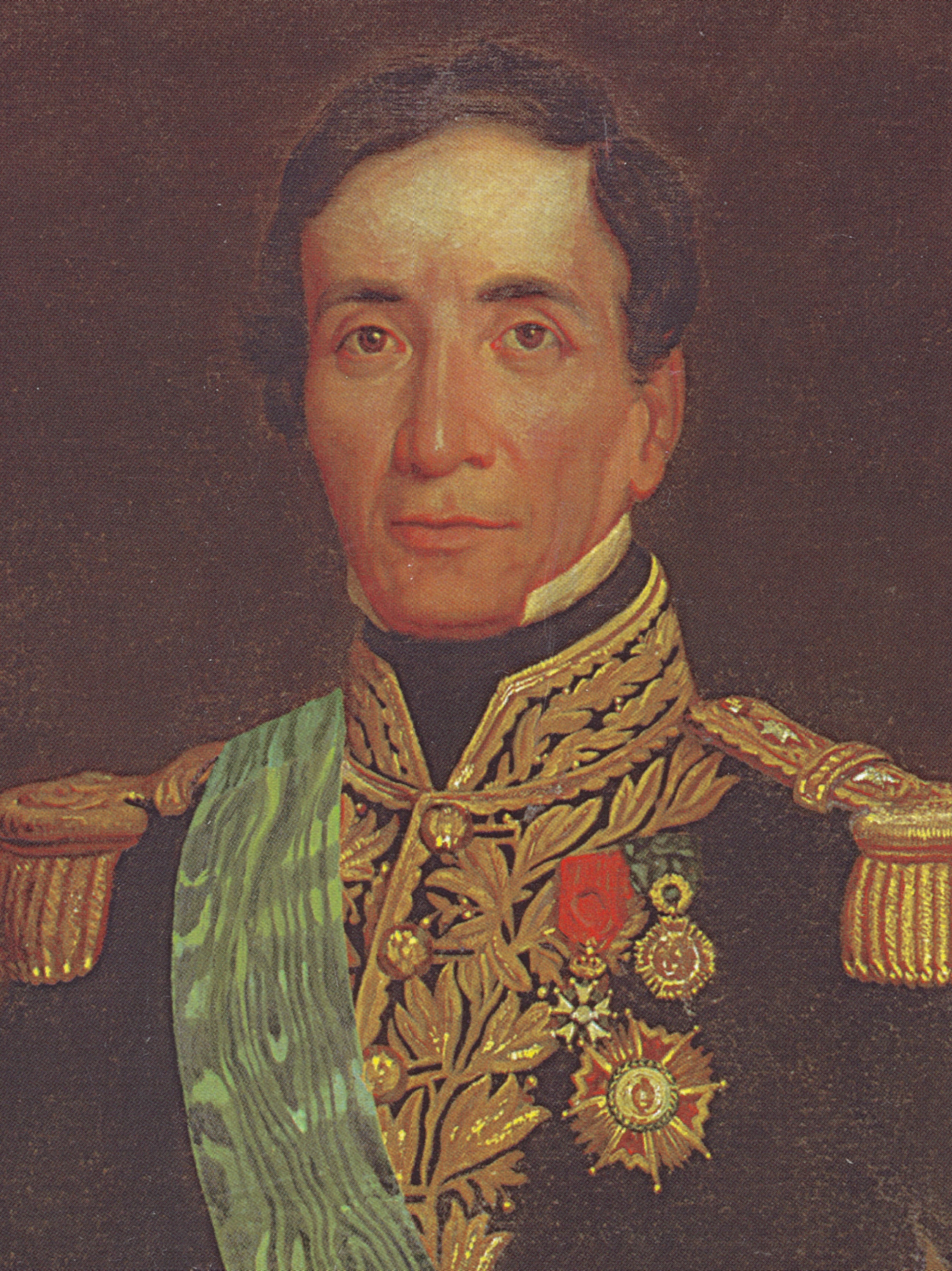
Andrés de Santa Cruz.

En 1835, intrigas políticas provocaron levantamientos y divisiones en el Perú, imperando el caos. Para refrenar los intentos revolucionarios del mariscal Agustín Gamarra en el sur, el presidente Luis José de Orbegoso se dirigió al Cusco. En su ausencia, el sargento Pedro Becerra se amotinó en el Callao en la madrugada del 1 de enero de 1835, apoderándose del Castillo del Real Felipe. La insurrección fue sofocada a los pocos días por el general de división Felipe Santiago Salaverry, proclamándose jefe supremo de la República. Así, el 23 de febrero de 1835 en el Perú, siendo presidente constitucional Luis José de Orbegoso, Felipe Santiago Salaverry tomó a la fuerza el control del país, si bien es cierto que Orbegoso quedó con el control del sur del país. Siguieron meses de incertidumbre y zozobra que culminaron en el pacto que celebraron Luis José de Orbegoso y el presidente de Bolivia, general Andrés de Santa Cruz, para unir las dos repúblicas en una confederación. Buscando consolidar su gobierno, el golpista Salaverry marchó al sur para combatir a Santa Cruz, que al frente de un numeroso ejército, a solicitud de Orbegoso, había cruzado la frontera peruano-boliviana.
Se libraron varias batallas en Gramadal, Puente de Arequipa, Uchumayo, con resultados favorables a Salaverry, pero, el 7 de febrero de 1836, en la decisiva batalla de Socabaya, en las inmediaciones de Arequipa, triunfó Santa Cruz. Salaverry, derrotado, fue sometido a consejo de guerra y condenado a muerte por insubordinación al presidente constitucional. Así, luego de la batalla de Socabaya, se estableció la Confederación Perú-Boliviana, de la que Santa Cruz fue protector con amplios poderes, instando en la reorganización del país, mediante la creación de una confederación formada por la República de Bolivia, y por dos nuevos estados surgidos de la República del Perú, el Estado Nor-Peruano y el Estado Sud-Peruano.

### Estados Unidos Perú-Bolivianos
El 11 de junio de 1880, pocos días después de la derrota en la batalla de Tacna, bajo los presidentes de Nicolás de Piérola y Narciso Campero, firmaron en Lima un protocolo sobre las bases preliminares de la unión federal de ambos países, este proyecto llegó a la etapa legislativa.
La junta militar de ambos países aconsejaron realizar un plebiscito, con el fin de consultar a la ciudadanía sobre el proyecto de unión federal, pero por cuestión de la guerra en curso, la consulta nunca se llegó a realizar.

### Boliviamar
Desde 1992 existe la playa de 5 kilómetros y 800 metros de ancho conocida como Boliviamar que el gobierno peruano concedió a Bolivia para que tenga una salida al océano Pacífico, según algunos analistas este acto representa una nueva integración entre ambas naciones.

### Confederación Inca
Antes del inicio de la campaña presidencial del año 2000, Alberto Fujimori decidió presentarse por un tercer mandato teniendo como objetivo renunciar luego de un año para dejar el cargo presidencial en manos del vicepresidente e impulsar su proyecto denominado como «Confederación Inca» que contemplaba la unión entre Perú y Bolivia. Como parte de ello, Fujimori había dialogado de forma secreta con Gonzalo Sánchez de Lozada, quien fuera presidente de Bolivia, para la implementación de la confederación. Además, se pensó en la inclusión de Ecuador dentro de la unión.

### Actualidad

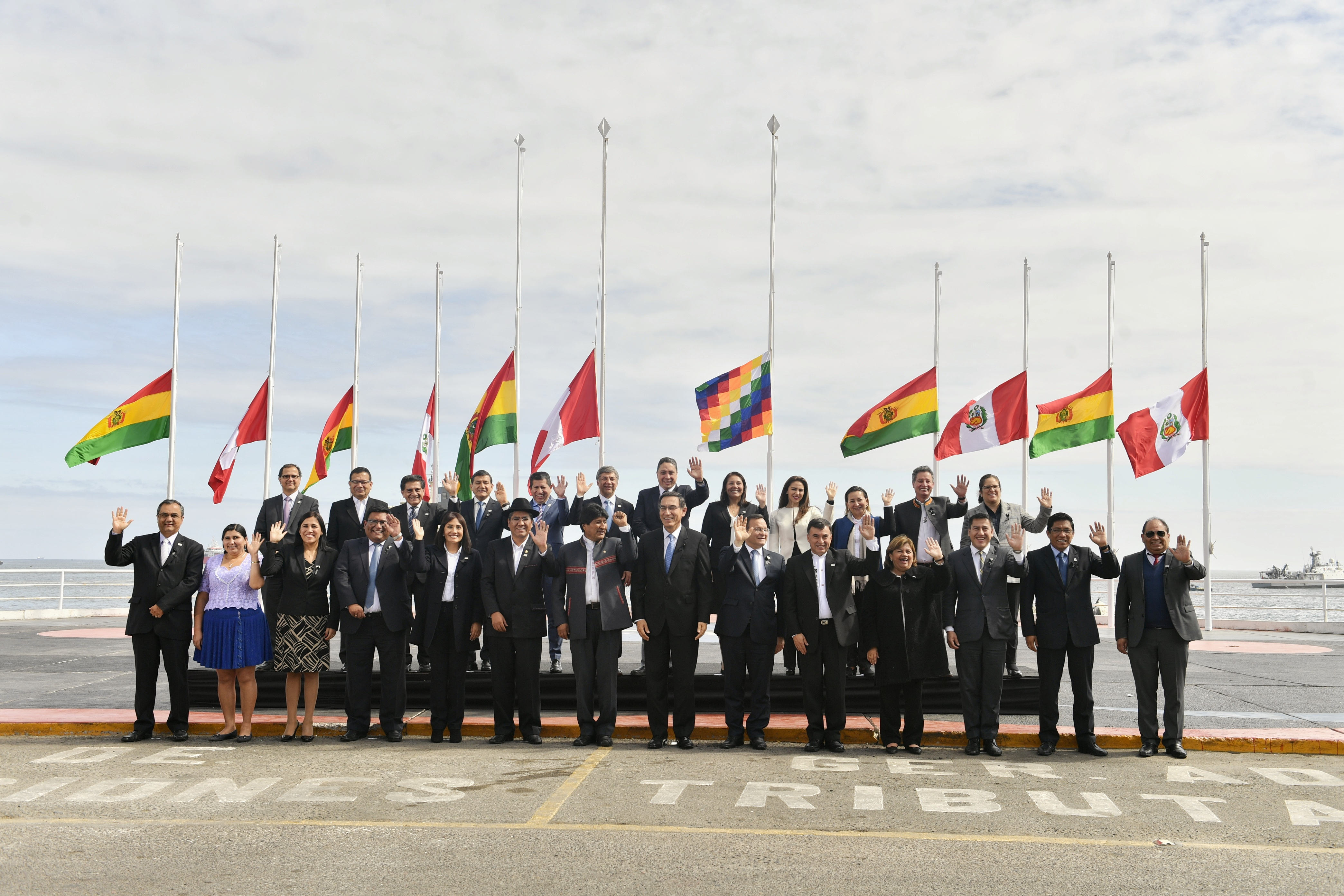
Encuentro entre los gobiernos de Perú y Bolivia en Ilo liderados por sus respectivos presidentes: Martín Vizcarra y Evo Morales.

En abril de 2004 el diplomático peruano en Bolivia Hernán Couturier se pronunció a favor de una reunificación entre Perú y Bolivia, además dijo que ambos existen como «unidades nacionales desde hace 3.000 años». Sin embargo, desde entonces, los únicos intentos unionistas oficiales fueron llevadas a cabo por los presidentes de izquierda Ollanta Humala y Evo Morales.
En junio de 2019 durante una reunión en Ilo de los gobiernos de Perú y Bolivia, el presidente boliviano Evo Morales dijo que entre Perú y su país se está gestando un «nuevo Qhapaq Ñan». En la reunión se vio acompañando a la bandera de ambos países, la Wiphala, símbolo del nacionalismo aimara.
En agosto de 2019, el periodista boliviano Glenn Arnold Torruella, informó que se debería crear una confederación entre Perú, Bolivia y Paraguay. Ese mismo mes, en el contexto de los incendios forestales de agosto, el presidente boliviano Evo Morales agradeció al gobierno de Perú por la ayuda enviada:

Perú y Bolivia somos países hermanos y mantenemos vivos los lazos de unión de la Confederación Perú-Boliviana.
Extracto de un mensaje de Evo Morales a Martín Vizcarra en 2019.

El político y gobernador regional de Puno Walter Aduviri Calisaya, destacado defensor del nacionalismo aimara —una rama del nacionalismo amerindio andino—, se pronunció a favor de la unión aimara con territorios del sur peruano y oeste boliviano, incluido parte del norte chileno. El líder etnocacerista Antauro Humala apoya la creación de un unionismo entre Perú y Bolivia, solo que él incluye también a Ecuador como parte de su política etnonacionalista andina.
En 2021, el político y secretario general de Perú Libre, Vladimir Cerrón, ratificó mediante sus redes sociales la promesa de salida al mar para Bolivia, a través de una unión socialista de la Patria Grande.

Mar para Bolivia, solo con el socialismo y la Patria Grande
Vladimir Cerrón, en su cuenta de Twitter.